# المحقق كونان (الموسم 1)
الموسم الأول من المحقق كونان هو الموسم الأول من سلسلة المحقق كونان (باليابانية: 名探偵コナン، تُنطق ميه‌‌تانتيه كۆنان أي المحقق العظيم كونان) تُرجمت رسميًا إلى المُحقق كونان، وهي سلسلة مانغا للكاتب غوشو أوياما حُولِّت إلى مسلسل أنمي وحلقات أوفا وأفلام أنمي وألعاب فيديو ووسائط أخرى يابانية وقد بدأ عرض الموسم من 8 يناير 1996 ولغاية 12 أغسطس 1996م.
أُذيعت الحلقة الأولى في 8 يناير 1996 وعُرضت الحلقات بالتوالي إلى أن وصلت إلى أكثر من 1,164 حلقة، وبذلك تحتل المركز الخامس عشر في قائمة أكثر الأنميات من حيث عدد الحلقات. يتم عرض حلقة واحدة من الأنمي أسبوعيًّا على تلفزيون نيبون إلا في حالات عرض الأفلام فإنها قد تتأجل إلى أسبوعين أو أكثر. يُدبلج الأنمي للغة العربية من قِبَل مركز الزهرة ولا تزال دبلجته مُستمرة لأكثر من خمسة وعشرين سنة سنة منذ سنة 1998، حيث عُرض لأول مرة على تلفزيون قطر، وقد وصلت الحلقات المُدبلجة إلى 597 (566 بالنّظام الياباني) من أصل 1,164 حلقة.
يُعرَض المحقق كونان في اليابان على قناة تلفزيون نيبون وقناة يوميأوري وقناة أنيماكس وقناة YTV اليابانية، وقد لاقى المحقق كونان رواجًا كبيرًا في اليابان حيث احتل مركزًا من ضمن المراكز الستة الأوائل في ست مناسبات مختلفة. وبحسب استطلاعات الرأي التي أجرتها مجلة أنيميج، اُعتبر الأنمي من بين أفضل 20 أنمي أُصدر خلال الفترة من عام 1996 ولغاية عام 2001. أيضا احتل المحقق كونان المركز الثالث والعشرين من ضمن قائمة أفضل 100 أنمي، أجرته شبكة أساهي اليابانية في عام 2005.
الموسم الأول من كونان عُرض في اليابان في 1996 ودُبلج للغة العربية في 1998 ليكون العرض الأول للسلسلة على تلفزيون قطر الحكومي. يتميز بأن مخرجي نسخة التلفزيون حاولوا حجب أغلب الإشارات للمنظمة السوداء مثل استعمال شخصيات مخلفة لتعويض جين وفودكا عند إنتاج الحلقات استنادًا على قصة المانغا، بيد أن هذه الأساليب اختفت في المواسم اللاحقة.
الجزء الأول من كونان كما عُرض في نسخته العربية يتكون من 40 حلقة (يتوقف عند الحلقة اليابانية 39) وهو لم يتعرض كثيرًا لمقص الرقابة عدا بعض المؤثرات البصرية لحجب ملابس النساء القصيرة أو لحجب بعض اللقطات الدموية، لكن الحلقة 26 أثارت الكثير من النقد حيث انتشرت إشاعات عن أنها تُشجع على الانتحار، مما انجر عنه بداية تغيير الحوارات بشكلٍ كبير من الموسم الرابع وما تلاه.

## عناوين الحلقات
| # | #             | عنوان الحلقة | عنوان الحلقة                            | تفاصيل الحلقة                        | تفاصيل الحلقة  |
| اليابان | العالم العربي | باليابانية | بالدبلجة العربية                        | في المانغا                           | تاريخ العرض    |
| --- | ------------- | --- | --------------------------------------- | ------------------------------------ | -------------- |
| 01 | 01            | جريمة قتل الأفعوانية 「ジェットコースター殺人事件」 - Jetto Kōsutā Satsujin Jiken                                                          | أشهر متحرٍ في هذا العصر                  | فصل 1                                | 8 يناير 1996   |
| يفتتح المسلسل بظهور المحقق الشاب شينيتشي كودو (سينشي كودو في الدبلجة) ليحلّ قضيّة جريمة قتل أثناء حفلة. تحدث جريمة أخرى وهو برفقة صديقته ران في قطار مدينة الملاهي ويحلّها لكنه يتتبع برجلين مريبين كانوا معه في القطار ليجدهم يقومون بصفقة مشبوهة. يباغت شخص ثالث شينيتشي ويضربه على رأسه ثم يجبره على تجرع سم تجريبي كان من المفترض أن يقتله... لكنه يتقلص بدل ذلك ليصبح طفلًا لكن بعقله البالغ. |               | |                                         |                                      |                |
| 02 | 02            | قضية اختطاف ابنة رئيس الشركة 「社長令嬢誘拐事件」 - Shachō Reijō Yūkai Jiken                                                               | المتحري الشهير الذي تقلّص                | فصل 2-5                              | 15 يناير 1996  |
| بعد إقناع الدكتور أغاسا بحقيقة هويته قرر شينيتشي أن يخفي هويته الحقيقية كي لا تطارده المنظمة السوداء وتغتاله وكل من يعرفه فيتّخذ اسم «كونان إيدوغاوا» ويجد نفسه في رعاية ران ووالدها كوغورو موري (توغو موري في الدبلجة) الذي يملك وكالة تحريات كاسدة.. فيقرر كونان مواصلة عمله متحريًا وأيضًا جمع معلومات عن رجال العصابة الذين يرتدون ملابس سوداء. في تلك الليلة، كوگورو يتلقى قضية للعثور على ابنة رجل مختطفة. بفضل تلميحات كونان يستنتج كوغورو أن السيد آسو كبير الخدم هو من «اختطف» الابنة. كوگورو يتلقى مكالمة هاتفية تفيد أن ميشيل قد اُختطفت مرَّةً أخرى. كونان يتّبع الأدلة من المكالمة الهاتفية ويحدّد موقعها مرةً أخرى. بمجرد ما أُلقيَ القبض على الخاطف، كشفت الابنة عن أنها طلبت من آسو أن يزوّر اختطافها في محاولة للفت والدها بعيدًا عن العمل بحيث يقضي بعض الوقت معها. يسأل الأب آسو لترتيب إجازة لابنته ولنفسه. كوگورو سعيد في نجاحه في حلّ قضية صعبة، يسمح لكونان بالإقامة مع عائلته. |               | |                                         |                                      |                |
| 03 | 03            | جريمة قتل في غرفة الممثلة المقفلة 「アイドル密室殺人事件」 - Aidoru Misshitsu Satsujin Jiken                                               | جريمة في منزل الممثلة                   | فصل 6-9                              | 22 يناير 1996  |
| بعد ثلاثة أيام، الدكتور أگاسا يعطي كونان «ربطة العنق المُغيرة للأصوات» ويقول له أن ران قد تشعر بالقلق حول شينچي. بعد أول يوم لكونان في المدرسة زملائه أيومي يوشيدا، ميتسوهيكيو، وگينتا كوجيما خططوا لمتابعة لكونان لمنزله لإقامة علاقات صداقة معه. المغنية يوكو أوكينو تذهب إلى وكالة كوگورو طالبة منه التحقيق في مشتبه بالتلصص. عندما وصلوا إلى شقة يوكو، وجدوا رجل ميت طعن في ظهره بسكين. الرجل هو صديق يوكو في المدرسة الثانوية ويوكو أصبحت واحدةً من المشتبه بهم الثلاثة. من جهة أخرى اثنين من المشتبه بهم هم مدير يوكو وإحدى منافسي يوكو. كونان يبدء بالتحقيق ليحدد كيفية ارتكاب الجريمة. بعد إفقاد كوگورو الوعي بضربه على رأسه بمنفضة سجائر، ينتحل صوت كوگورو بواسطة ربطة العنق ويخبر الجميع في مسرح الجريمة أن الرجل قتل نفسه. ويشرح تفاصيل الحادثة، في وقت لاحق في الأسبوع، كونان يتصل بران بواسطة ربط العنف مستخدمًا صوت شينچي. يقول لران أنه في قضية صعبة وسيعود عندما يحلها.    |               | |                                         |                                      |                |
| 04 | 04            | خريطة المدينة المشفرة 「大都会暗号マップ事件」 - Daitokai Angou Mappu Jiken                                                                | كلمة سر السمكة المضيئة                  | فصل 36-39                            | 29 يناير 1996  |
| بعد زيارة معرض عن الكنوز الخفية كونان وأصدقائه يعثرون على قطعة من الورق مع رموز وكلمة «أورو» مكتوب عليها. يستتبعه البحث عن الكنز لكنه لا يكتشف الكثير. كونان، في البداية غير مهتم في البحث عن كنز الأطفال يدرك في النهاية أن الورقة عبارة عن خريطة كنز بعد أن علم أن «أورو» تعني ذهب في الإيطالية. في تلك الليلة، كونان يحدد أن الرموز تشير إلى علامات ضوء النيون على المباني. بعد الأدلة وجدوا عملات ذهبية تتدلى من سقف مبنى مهجور. ثلاثة رجال كانوا يلاحقون الأطفال. مع تفكير كونان السريع، أمسكوا بالرجال. والرجال الثلاثة هم أعضاء مافياوكان الذهب مخبأ من قبل شريك خائن. في وقت لاحق، |               | |                                         |                                      |                |
| 05 | 05            | قنبلة على متن قطار الطلقة السريع 「新幹線大爆破事件」 - Shinkansen Dai Bakuha Jiken                                                        | قنبلة في قطار الأمان السريع             | فصل 33-35                            | 5 فبراير 1996  |
| كونان يصطدم برجال يرتدون السواد في حين ركوب قطار الرصاصة شينكانسين. باستخدام نظاراته وحشرة التنصت، كونان يسمع حديثهما عن وجود قنبلة في حقيبة سوداء على متن القطار ومن المقرر أن تنفجر قريبًا. كونان يقلص المشتبه بهم إلى أربعة. كونان أدرك ذكرت امرأة على الهاتف المحمول أنها تحب مشاهدة الجبال ولكن كان لها مقعد يطل على البحر. وهو يدرك مقاعد الرجال تواجه الجبال ويستنتج أنها كانت التي التقت بهم. كونان، مسلح بحذاء الركل المقوي الجديد التي اخترعها أگاسا، يتمكن من ركل الحقيبة من القطار قبل أن تنفجر. في نسخة الأنمي يتم القبض على المرأة والرجلين في وقت لاحق. لكن في نسخة المانجا الاصلية الرجلان كانا نفس ابطال أول حلقة، وهنا يكتشف كونان أسماءهما: «جين» و«فودكا» (فووكا في الدبلجة العربية للجزء الرابع لتجنب استخدام أسماء الكحول، مع ان الدبلجة تقول أن «أعضاءهم كريهو الرائحة» فحسب).                                                                                    |               | |                                         |                                      |                |
| 06 | 06            | جريمة قتل في عيد الحب 「バレンタイン殺人事件」 - Barentain Satsujin Jiken                                                                  | حفلة في عيد الربيع                      | فلر                                  | 12 فبراير 1996 |
| ران مدعوة لحضور حفل عيد الحب من قبل شاب وكونان الغيور يتبعها. خلال الحفل، كينان مضيف الحفل، تسمم ومات. كونان يتحقق ويكتشف أن كينان تعرض للتسميم من القهوة المقدمّة. يستخدم كونان إبرة الساعة المخدرة المكتسبة حديثًا لإفقاد وعي موري ثم يستخدم ربطة العنق المغيرة للأصوات ويقلد صوت موري. من خلال موري، كونان يكشف عن أن والدة كينان بالتبني قتلته للحصول على مال التأمين. وضعت السم في القهوة المقدّمة للجميع. الكعكة التي أكلها الجميع باستثناء كينان كانت ترياقًا للسم. تكشف الأم المتبناة أنها في حاجة إلى المال من أجل إنقاذ بيت العائلة بعد فشل عمل زوجها. في وقت لاحق، ران حاملة صندوق من الشوكولاتة لشينچي، تقرر أن تأكله مع كونان. |               | |                                         |                                      |                |
| 07 | 07            | تهديد الهدايا الشهري 「月いちプレゼント脅迫事件」 - Tsukiichi Purezento Kyouhaku Jiken                                                     | هدايا للانتقام                          | فصل 26-29                            | 19 فبراير 1996 |
| مرةً واحدة في الشهر للعامين الماضيين الجرّاح جون ودمان يتلقى لعب مجهولة المصدر ومال بقيمة أكثر من 25 مليون ين. هو يطلب المساعدة من كوگورو لتحديد الذي يرسل الهدايا. على اقتراح كونان، فإنهم يراجعون تاريخ المريض الطبي لجون. أثناء التحقيق ران تبدأ بالشك في أن كونان هو في الواقع شينچي. عندما يلعب كونان لعبة فيديو استقبلها جون، كونان يكتشف أنها تنتمي لطفل يدعى تومي أوزوالد الذي توفي خلال واحدة من عمليات جونز قبل ثلاث سنوات. كونان يستنتج أن ابن جون، جوزيف ودمان، قد يكون في خطر. عثروا على السيد أوزوالد، والد تومي، وجوزيف في الحديقة في الوقت المناسب لمنع قتل الابن. جون يقرر عدم وضع أية تهم ويريح السيد أوزوالد بشأن وفاة ابنه. كونان تمكن من خداع ران ذلك المساء حول هويته الحقيقية؛ بجعل أگاسا يتصل بها كما لو أنه شينچي. |               | |                                         |                                      |                |
| 08 | 08            | جريمة قتل في متحف الفنون 「美術館オーナー殺人事件」 - Bijutsukan Ōnā Satsujin Jiken                                                        | جريمة في دار الآثار العامة              | فصل 30-32                            | 26 فبراير 1996 |
| ران ترغم كونان وكوگورو لزيارة المتحف حيث سمعت تقارير عن درع في العصور الوسطى بدلة تتحرك من تلقاء نفسها. وجدوا منطقة محظورة بدون حراسة في المتحف. في الداخل وجدوا السيد ميناكا، مالك المتحف، قتيلًا غارقًا في الدم معلقًا على الجدار بسيف عبر عنقه (حذفت هذه المشاهد من جلّ النسخ غير اليابانية ومنها العربية). هم تفحصوا الكاميرا الأمنية واكتشفوا أن قتل ميناكا من قبل بدلة درع. تم اكتشاف قطعة من الورق التي يبدو أنها تكشف كوبودا كقاتل. كونان يدرك أن قلم ميناكا كان مسحوبًا في وقت الوفاة، وأنه يجري مؤطرة كابودا. كونان يرمي تلميحات مما يسمح لكوگورو تحديد أن السيد أودونيل، مخرج المتحف، هو القاتل. أودونيل يعترف انه فعل هذا لحماية المتحف من أن تصبح كازينو وحاول توريط كابودا منذ كان يبيع سرًا القطع الفنية الخاصة بالمتحف. يبقى المتحف مفتوحًا بسبب احتجاج العامة ضد تدميره. |               | |                                         |                                      |                |
| 09 | 09            | جريمة قتل في مهرجان "تينكاتشي" الليلي 「天下一夜祭殺人事件」 - Tenkaichi Yomatsuri Satsujin Jiken                                          | جريمة قتل في المهرجان                   | فصل 59-61                            | 4 مارس 1996    |
| كونان، ران، وكوگورو حضروا مهرجانا عندما يتم قتل سلفادور إيفرسون، كاتب مشهور،. كونان هو متأكد أن نيكوديموس ستانلي، شريك لـ«سلفادور»، هو القاتل. نيكوديموس لديه دليل براءة مثالي مثبت ب الصور. كونان يعيد تفحص الصورة ومع القرائن الداعمة قادر على إثبات أن نيكوديموس هو القاتل. من خلال كوگورو، كونان يوضح أنه تم التقاط الصور في مهرجان العام السابق باستخدام نفس الكاميرا. حفظ نيكوديموس الكاميرا حتى يوم الجريمة. كدليل على أنه يشير إلى أن بعض الصور تظهر خط غير مصبوغ بكريم البشرة على المعصم نيكوديموس. يكشف نيكوديموس أنه قتل سلفادور من الانتقام، كما قد سرقت أول أعمالهد المنشورة من قبل سلفادور. |               | |                                         |                                      |                |
| 10 | 10            | ابتزاز لاعب الكرة المحترف 「プロサッカー選手脅迫事件」 - Puro Sakkā Senshu Kyōhaku Jiken                                                   | قضية ابتزاز لاعب الكرة                  | فصل 68-71                            | 11 مارس 1996   |
| فتاة تدعى رينا تظهر في مكتب كوگورو للسؤال عن شينيتشي كودو، صديقها المقرب. كونان يقول لها أن شينيتشي سوف يتصل بها في وقت لاحق. ران وكونان يقرران الذهاب إلى شقة رينا وانتظار شينيتشي. كونان يكتشف أن ماتياس، شقيق نجم لاعب كرة القدم هاريسون أكاجي الصغير قد تم اختطافه. الخاطف يطالب هاريسون أن يخسر المباراة أو أنه لن يرى ماتياس مرة أخرى. باستخدام دليل من لعبة فيديو ماتياس، فإنهم يحددون مكانه في منزل صديق هاريسون ومنافسه، نيكولاس. نيكولاس يكشف انه فعل ذلك انتقاما منه ضد هاريسون الذي كسر نيكولاس 'ساقه خلال الممارسة، مخربا فرصته ليصبح نجم. لاعب كرة قدم نيكولا تأسف تصرفاته عندما تعلن هاريسون على شاشات التلفزيون انه يود لو كان نيكولاس هنا لأنهم كانوا سيسجلون المزيد من الأهداف معًا. |               | |                                         |                                      |                |
| 11 | 11            | جريمة قتل سيمفونية ضوء القمر (حلقة خاصة لمدة ساعة) 「ピアノソナタ「月光」殺人事件」 - Piano Sonata "Gekkō" Satsujin Jiken                  | سمفونية ضوء القمر (الجزء الأول)         | فصل 62-67                            | 8 أبريل 1996   |
| 11 | 12            | جريمة قتل سيمفونية ضوء القمر (حلقة خاصة لمدة ساعة) 「ピアノソナタ「月光」殺人事件」 - Piano Sonata "Gekkō" Satsujin Jiken                  | سمفونية ضوء القمر (الجزء الثاني)        | فصل 62-67                            | 8 أبريل 1996   |
| يتلقى كوگورو رسالة ومبلغ كبير من المال للتحقيق في قضية في جزيرة وتحصل سلسلة من الجرائم. يكشف كونان القاتل المتنكر بشكل امرأة لكنه يظل في القصر المحترق أمام بيانو أبيه بعد أن ثأر له من قتلته. يعتبر كونان تلك القضية فشله الذريع لأنه ترك المجرم ينتحر. |               | |                                         |                                      |                |
| 12 | 13            | اختطاف أيومي 「歩美ちゃん誘拐事件」 - Ayumi-chan Yūkai Jiken                                                                               | اختطاف إيومي                            | فصل 81-83                            | 15 أبريل 1996  |
| أثناء لعب الغُمّيضة، تختبئ أيومي داخل مؤخرة إحدى السيارات، وعندها يغلق الباب عليها ويبدأ الاختطاف. |               | |                                         |                                      |                |
| 13 | 14            | ملاحقة الشخص الغريب 「奇妙な人捜し殺人事件」 - Kimyō na Hitosagashi Satsujin Jiken                                                         | جرائم القتل المتلاحقة                   | فصل 13- 16 النهاية مختلفة عن المانغا | 22 أبريل 1996  |
| تطلب امرأة حضرت لمكتب المتحري كوگورو إيجاد والدها. يعثر على ذلك الرجل مسمومًا ويتبين ان المرأة كانت أكيمي ميانو المتورطة في سرقة مبلغ بليون ين من بنك، لكن بعد أن قتلت شركاءها بأوامر من قائدها، أصبح يستهدفها لقتلها... في هذه النسخة يتمكن كونان من إنقاذ حياتها والإيقاع بالعقل المدبر أوكيتا. لكن في النسخة الاصلية في المانغا (والحلقة 128 من الأنمي التي هي إعادة إنتاج لهذه الحلقة) تموت أكيمي ميانو امام كونان وهي من أعضاء المنظمة السوداء، بعد أن ارديت برصاصات جين وفودكا مدبري العملية... وتظهر شخصية جديدة محورية هي شيهو ميانو أخت اكيمي. |               | |                                         |                                      |                |
| 14 | 15            | رسالة إطلاق النار الغامضة 「謎のメッセージ狙撃事件」 - Nazo no Messēji Sogeki Jiken                                                        | سر الرسالة الغامضة                      | فلر                                  | 29 أبريل 1996  |
| يشاهد كونان قنّاصًا يطلق النار علي بالون، وعند ذهاب القناص يذهب كونان إلى مكانه ليرى آلة حاسبة مكتوب عليها أرقام، يتصل كونان بالشرطة. |               | |                                         |                                      |                |
| 15 | 16            | الجثة التي اختفت 「消えた死体殺人事件」 - Kieta Shitai Satsujin Jiken                                                                      | سر الجثة التي اختفت                     | فصل 56-58                            | 13 مايو 1996   |
| يكتشف فريق المتحرين الصغار أثناء بحثهم عن قطة جثة، وعند اتصالهم بالشرطة تكون قد اختفت. |               | |                                         |                                      |                |
| 16 | 17            | جريمة قتل جامع التحف 「骨董品コレクター殺人事件」 - Kottōhin Korekutā Satsujin Jiken                                                       | مصرع جامع التحف                         | فصل 52-55                            | 20 مايو 1996   |
| يطلب أحد جامعي التحف من كوگورو التحقيق بعلاقة زوجته. |               | |                                         |                                      |                |
| 17 | 18            | سرقة المركز التجاري 「デパートジャック事件」 - Depāto Jakku Jiken                                                                          | جريمة في المجمع التجاري                 | فلر                                  | 27 مايو 1996   |
| يشاهد فريق المتحرين الصغار سرقة في المتجر، ولاحقًا يقبضون على اللصوص. |               | |                                         |                                      |                |
| 18 | 19            | جريمة قتل عروس شهر يونيو 「6月の花嫁殺人事件」 - Rokugatsu no Hanayome Satsujin Jiken                                                      | العرس الذي يتحول إلى مأساة              | فصل 78-80                            | 3 يونيو 1996   |
| تتعرض معلمة شينچي وران للتسمم قبل حفل زواجها. |               | |                                         |                                      |                |
| 19 | 20            | جريمة قتل في المصعد 「エレベーター殺人事件」 - Erebētā Satsujin Jiken                                                                      | جريمة المصعد الغامضة                    | فلر                                  | 10 يونيو 1996  |
| يتعرض موظف إحدى الشركات للقتل بالمصعد. |               | |                                         |                                      |                |
| 20 | 21            | جريمة قتل في المنزل المهجور 「幽霊屋敷殺人事件」 - Yūrei Yashiki Satsujin Jiken                                                            | جريمة في البيت المخيف                   | فصل 17-19                            | 17 يونيو 1996  |
| تُقنع أيومي فريق المتحرين الصغار لدخول واستكشاف بيت مهجور كانت قد وقعت به جريمة لم تحل. |               | |                                         |                                      |                |
| 21 | 22            | جريمة قتل في استوديو البرنامج التلفزي 「TVドラマロケ殺人事件」 - Terebi Dorama Roke Satsujin Jiken                                         | جريمة في موقع تصوير الفيلم              | فلر                                  | 24 يونيو 1996  |
| تصور الفنانة يوكو مسلسلًا وتدعو كوگورو وعائلته لحضور التصوير. |               | |                                         |                                      |                |
| 22 | 23            | سلسلة جرائم قتل على متن سفينة الركاب الفخمة (الجزء الأول) 「豪華客船連続殺人事件（前編）」 - Gōka Kyakusen Renzoku Satsujin Jiken (Zenpen) | سلسلة جرائم على السفينة الضخمة          | فصل 20-25                            | 1 يوليو 1996   |
| 23 | 24            | سلسلة جرائم قتل على متن سفينة الركاب الفخمة (الجزء الثاني) 「豪華客船連続殺人事件（後編）」 - Gōka Kyakusen Renzoku Satsujin Jiken (Kōhen) | جرائم قتل على السفينة الضخمة            | فصل 20-25                            | 8 يوليو 1996   |
| تفوّت عائلة كوگورو باخرة العودة بعد قضاء إجازة، فيذهبون في يخت عائلة غنية وهناك تحدث جريمة قتل. |               | |                                         |                                      |                |
| 24 | 25            | الجميلة التي نسيت هويتها 「謎の美女記憶喪失事件」 - Nazo no Bijo Kioku Sōshitsu Jiken                                                      | سر الجميلة التي فقدت ذاكرتها            | فلر                                  | 15 يوليو 1996  |
| 25 | 26            | الاختطاف والفدية الزائفة 「偽りの身代金誘拐事件」 - Itsuwari no Minoshirokin Yūkai Jiken                                                   | جريمة الاختطاف المربكة                  | فلر                                  | 22 يوليو 1996  |
| تختطف ابنة أحد الأشخاص ويطالب المختطف بـ500 مليون ين. |               | |                                         |                                      |                |
| 26 | 27            | جريمة قتل بواسطة الكلب جون 「愛犬ジョン殺人事件」 - Aiken Jon Satsujin Jiken                                                               | جون وجريمة القتل                        | فلر                                  | 29 يوليو 1996  |
| في منزل الفتى الذي انتحر شنقًا بسبب مضايقات أحد الشبان، يقذف كلب المتوفى الشاب الثاني في سقطة قاتلة. يحاول كونان كشف سر الحادثة وإنقاذ الكلب جون صديق طفولته. أثارت الحلقة الكثير من النقد في العالم العربي حيث انتشرت إشاعات أنها تشجع على الانتحار لدى الأطفال (في فترة ظهرت فيها أيضًا شائعات حول البوكيمون)، مما أنجر عنه بداية تغيير الحوارات كثيرًا منذ الموسم الرابع وما تلاه، لإزالة أي تلميح عن الانتحار وعمل مواعظ مطولة مكان اعترافات القاتل. |               | |                                         |                                      |                |
| 27 | 28            | جريمة قتل برفقة أصدقاء كوغورو القدامى (الجزء الأول) 「小五郎の同窓会殺人事件（前編）」 - Kogoro no Dōsōkai Satsujin Jiken (Zenpen)         | جريمة في المدرسة القديمة                | فصل 84-86                            | 5 أغسطس 1996   |
| 28 | 29            | جريمة قتل برفقة أصدقاء كوغورو القدامى (الجزء الثاني) 「小五郎の同窓会殺人事件（後編）」 - Kogoro no Dōsōkai Satsujin Jiken (Kōhen)         | جريمة في أثناء اللقاء بالأصدقاء القدامى | فصل 84-86                            | 12 أغسطس 1996  |
| في نُزل بينكي للينابيع الحارة، عُقد لمّ شمل بين اصدقاء كوگورو من نادي الجودو بالجامعة. بعد انتهاء عرض الألعاب النارية، ذهبوا لإيقاظ زميلتهم يومي لكنهم وجدوها مقتولة في غرفتها، والمشهد يدل على ارتكابها جريمة في حق نفسها. بعد فحص الجثة، اتضح أنها ماتت قبل سبع ساعات عند الثالثة عصرًا تقريبًا عندما كان الجميع يلعبون تنس الطاولة. |               | |                                         |                                      |                |